# 카셈 분딧 유니버시티 FC
카셈 분딧 유니버시티 FC(태국어: สโมสรฟุตบอมหาวิทยามิยเกษมบัณฑิต)는 태국 방콕에 연고를 둔 카셈 분딧 대학교 산하의 태국 프로 축구 클럽이다. 클럽은 현재 타이 리그 3 방콕 지역 리그에 소속되어 있다.
2009 시즌에 2009 플레이 오프 승격을 놓쳐 준우승으로 시즌을 마쳤다.